# Canadian Digital Songs
La Canadian Digital Songs è una classifica gestita dalla rivista Billboard, pubblicata settimanalmente, che si occupa del calcolo di download digitali delle canzoni in territorio canadese. La classifica determina l'andamento della Billboard Canadian Hot 100, la classifica ufficiale dei singoli canadesi.